# Ligne de Francfort à Mannheim
La ligne Francfort – Mannheim, également appelée Riedbahn, est une ligne de chemin de fer située en Allemagne reliant Mannheim à Francfort;  elle est traversée perpendiculairement par la Rhein-Main-Bahn, la ligne de Mayence à Aschaffenbourg via Darmstadt.
Pour éviter la congestion de cette ligne classique, il est prévu de construire la LGV Francfort-Mannheim.